# 任田新治
任田 新治（とうだ しんじ、1909年（明治42年）5月19日 - 1970年（昭和45年）12月16日）は、日本の農林官僚、政治家。参議院議員（1期）。金沢工業大学教授。

## 経歴
石川県金沢市出身。瓢箪町小学校、旧制石川県立金沢第三中学校、旧制第四高等学校、東京帝国大学農学部卒業。大学を出た1934年（昭和9年）は満洲国への移民の呼び声があった時代で自らも現地へ赴き、終戦まで開拓地建設とその土地改良、農業土木事業に勤しんだ。終戦後は妻や娘とともにソビエト連邦に抑留され、1946年（昭和21年）に引き揚げ、農林省に入る。
金沢農地事務局課長、奈良県農地部長を歴任して1955年（昭和30年）本省に戻る。1963年（昭和38年）北陸農政局長。
1965年（昭和40年）7月4日、第7回参議院議員通常選挙に石川県選挙区から自由民主党から出馬し初当選。1969年（昭和44年）2月7日参議院農林水産委員長就任。1970年12月16日、現職のまま死去、61歳。死没日をもって勲三等旭日中綬章追贈、正四位に叙される。
全国兼石川県土地改良事業団体連合会顧問、奥能登農地開発促進協議会副会長、石川県農林統計協会会長も歴任した。

## 著書
- 農地・農業施設災害復旧制度の解説 地球出版 1959年
- 意到筆随 公共事業通信社 1964年